# Die Finals – Berlin 2022
Unter der Bezeichnung Die Finals – Berlin 2022 fanden an vier Tagen in Berlin vom 23. bis 26. Juni 2022 mehrere Deutsche Meisterschaften statt. Es wurden insgesamt 190 Deutsche Meistertitel vergeben.
Das Sportprogramm umfasste 14 Sportarten: Basketball, Bogensport, Kanupolo, Kanurennsport, Fechten, Gerätturnen, Leichtathletik, Moderner Fünfkampf, Rhythmische Sportgymnastik, Schwimmen und Wasserspringen, Fahrrad-Trial, Rudern, Trampolinturnen und Triathlon.

## Ausgetragene Deutsche Meisterschaften

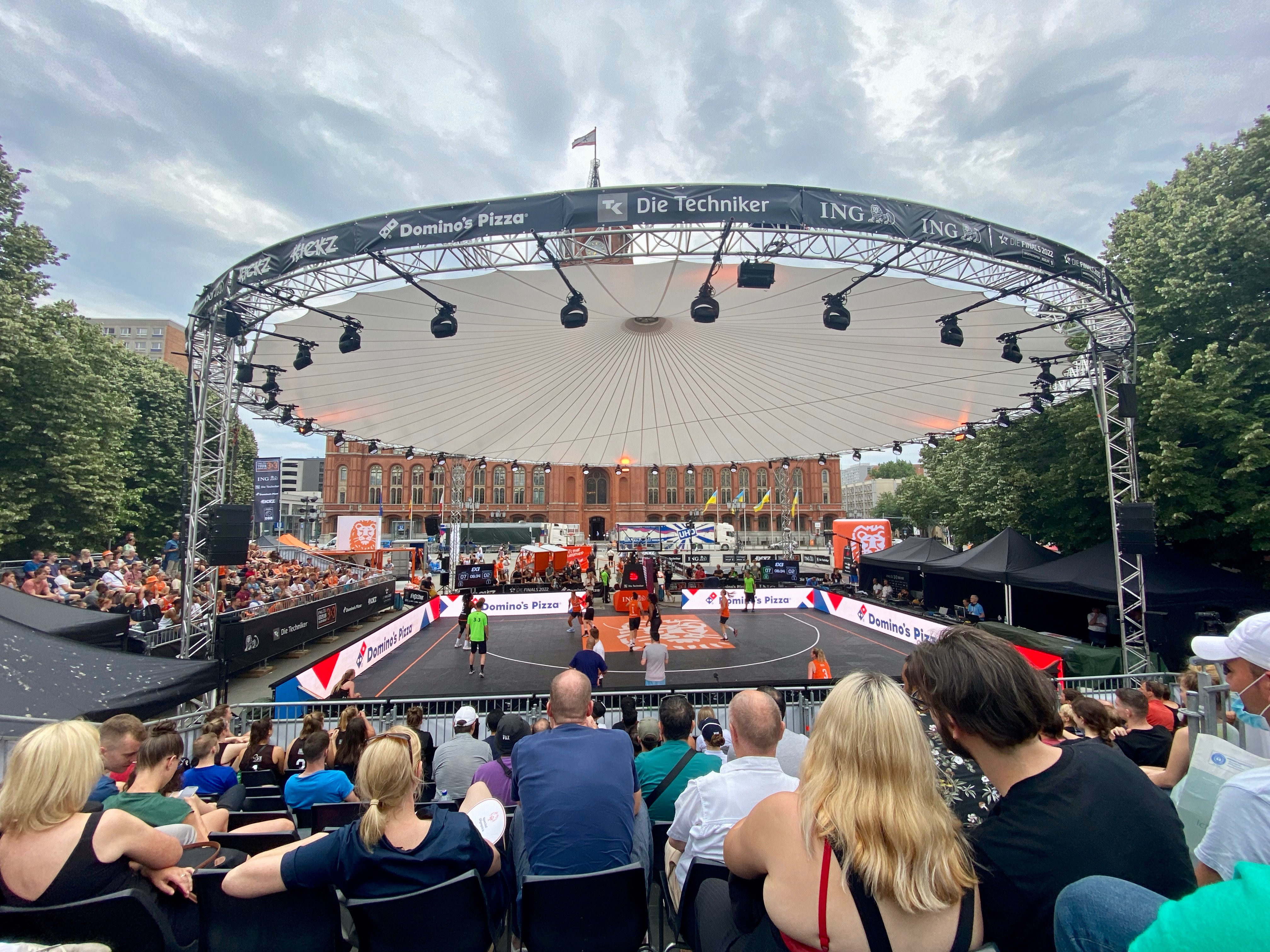
Die 3×3-Basketballmeisterschaft wurde in einem temporären Stadion zwischen Neptunbrunnen und Rotem Rathaus gespielt.

Im Rahmen dieser zweiten Ausgabe koordinierten 14 deutsche Sportverbände gemeinsam 20 Veranstaltungen für Meisterschaftswettkämpfe:
- Deutscher Basketball Bund (DBB): Deutsche Meisterschaften im 3×3-Basketball 2022
- Deutscher Fechter-Bund (DFB): Deutsche Meisterschaften im Fechten 2022
- Deutscher Schützenbund (DSB): Deutsche Meisterschaften im Bogensport 2022
- Deutscher Turner-Bund (DTB): Deutsche Turnmeisterschaften 2022 und Deutsche Meisterschaften der Rhythmischen Sportgymnastik 2022
- Deutscher Kanu-Verband (DKV): Deutsche Meisterschaften im Kanupolo 2022, Deutsche Meisterschaften im Stand-Up-Paddling 2022 und Wettbewerbe im Kanu-Rennsport sowie Parakanu (als Demonstrationssportart)
- Deutscher Ruderverband (DRV): Deutsches Meisterschaftsrudern 2022
- Deutscher Leichtathletik-Verband (DLV): Deutsche Leichtathletik-Meisterschaften 2022
- Deutscher Verband für Modernen Fünfkampf (DVMF): Internationale Deutsche Meisterschaften im Modernen Fünfkampf 2022
- Deutscher Schwimm-Verband (DSV): Deutsche Schwimmmeisterschaften 2022 und Deutsche Meisterschaften im Wasserspringen 2022
- Bund Deutscher Radfahrer (BDR): Deutsche Trial-Meisterschaften 2022
- Deutsche Triathlon Union (DTU): Deutsche Meisterschaften im Triathlon 2022 (Sprintdistanz)

## Wettkampfstätten
Die Austragungsorte befanden sich alle in Berlin und konnten teilweise kostenlos besucht werden.
- Brandenburger Tor: Leichtathletik (Kugelstoßen)
- „City-Spree“ (entlang der East Side Gallery): Kanu-Rennsport, Speed-Kanu-Polo- und Ruder-Wettbewerbe
- Olympischer Platz und Olympiapark für Modernen Fünfkampf, Triathlon (Ziel) und Bogensport
- Kuppelsaal am Olympischen Platz: Fechten
- Olympiastadion für Leichtathletik
- Max-Schmeling-Halle: Geräteturnen und olympische Sportgymnastik
- Neptunbrunnen: 3×3-Basketball und Trial
- Schwimm- und Sprunghalle im Europasportpark für Schwimmen und Wasserspringen
- Strandbad Wannsee für Triathlon (Start)